# Eusèbe gallican
Eusèbe gallican (ou Eusèbe de Gaule, en latin Eusebius Gallicanus) est l'auteur fictif d'une collection de soixante-seize sermons religieux en latin constituée en Gaule pendant l'Antiquité tardive ou le haut Moyen Âge. Certains manuscrits donnent pour nom d'auteur un mystérieux « Eusèbe » (qui fut identifié dès le Moyen Âge avec Eusèbe d'Émèse), mais il est clair que nombre de ces sermons sont dus à un ou plusieurs prêcheurs actifs en Gaule au Ve siècle (avec des remaniements postérieurs). Le seul nom qui soit unanimement avancé est celui de Fauste de Riez.
Ces sermons sont de types variés : certains sont des homélies festales, d'autres des commémorations de saints personnages comme Genès d'Arles, Honorat d'Arles, Maxime de Riez, d'autres traitent de questions morales ou de points de doctrine chrétienne. Dix sont adressés à des moines (formant un bloc, n° XXXV à XLIV). Le recueil a dû être constitué comme anthologie de sermons-modèles pour la formation des prêcheurs. Ces textes sont d'ailleurs peu originaux dans leurs thèmes, voire leurs formulations, et des passages identiques ou proches qui se retrouvent de l'un à l'autre. Certains se retrouvent dans des recueils de sermons attribués à Césaire d'Arles.
Le plus ancien manuscrit connu qui donne le recueil définitif est conservé à la Bibliothèque royale de Belgique (Ms. 1651-1652) et date du début du IXe siècle, ce qui donne un terminus ante quem pour la constitution de la collection entière. Mais par exemple un manuscrit plus ancien de la même bibliothèque (Ms. 9850-9852, copié à l'abbaye Saint-Médard de Soissons à la fin du VIIe siècle), donne les homélies ad monachos n° IV, V, VI et IX, avec un autre sermon qui a été complètement remanié pour former le début de l'homélie n° VII dans le recueil du IXe siècle.
L'unanimité règne sur le fait qu'Eusèbe gallican a fortement partie liée avec l'œuvre de Césaire d'Arles (grand sermonnaire du début du VIe siècle, auteur de 238 sermons), mais les rapports entre les deux paraissent extrêmement difficiles à démêler : parfois c'est Eusèbe qui semble avoir influencé Césaire, parfois c'est l'inverse. En tout cas certains textes du recueil eusébien, sous la forme définitive qu'ils revêtent au début du IXe siècle, sont postérieurs à Césaire.
Selon une analyse développée d'abord par Germain Morin en 1935, l'auteur originel de la plupart des sermons serait Fauste de Riez, et Césaire d'Arles en aurait eu un recueil déjà constitué en sa possession. C'était également la position de l'abbé Jean Leroy, auteur d'une thèse sur le sujet en 1954. Selon François Glorie, éditeur du recueil dans la collection CCSL, les textes auraient été empruntés à l'origine à des auteurs variés de l'Église latine ancienne : Novatien, Cyprien de Carthage, Zénon de Vérone, Ambroise de Milan, Augustin d'Hippone, Hilaire d'Arles, Fauste de Riez, « Eusèbe », Césaire d'Arles lui-même, et d'autres. La compilation définitive du recueil aurait eu lieu au VIIe ou VIIIe siècle. Selon la monographie plus récente de L. K. Bailey, il y aurait une pluralité d'auteurs, mais gaulois et essentiellement de la seconde moitié du Ve siècle.
Les homélies pseudo-eusébiennes apparaissent dans pas moins de 477 manuscrits médiévaux conservés. Selon L. K. Bailey, elles ont été extrêmement répandues comme modèles pour les prédicateurs jusqu'au XIIIe siècle, époque à laquelle les ordres mendiants imposèrent un nouveau style de prêche. 
Dans les manuscrits, les dix homélies ad monachos étaient souvent reproduites séparément, parfois sans nom d'auteur, ou attribuées tantôt à Fauste de Riez, tantôt à Césaire d'Arles, tantôt à Eusèbe d'Émèse. La première édition imprimée de la Renaissance concernait ces dix homélies, et retenait le troisième nom d'auteur : Divi Eusebii episcopi Emiseni Homiliæ decem ad monachos, veteris monastices sanctimonia atque eruditione spectabiles (Cologne, 1531). 
À l'époque moderne, le recueil a été quelque peu perdu de vue par les érudits, peut-être éclipsé par l'œuvre plus vaste de Césaire d'Arles : l'Eusèbe gallican est même l'une des plus remarquables lacunes de la Patrologie Latine de Jacques Paul Migne.

## Édition
- François Glorie (éd.), Eusebius Gallicanus. Collectio homiliarum. Sermones extravagantes, Corpus Christianorum, Series Latina 101, 101A et 101B, Brepols, Turnhout, 1970-71.
- Léonard-Alphonse Van Buchem (éd.), L'homélie pseudo-eusébienne de Pentecôte, Nimègue, Drukkerij Gebr. Janssen, 1967[4].